# فرنسيس غروبر
فرنسيس غروبر (بالفرنسية: Francis Gruber)‏ هو رسام فرنسي، ولد في 15 مارس 1912 في نانسي في فرنسا، وتوفي في 1 ديسمبر 1948 في باريس في فرنسا.